# Stolpna ura
Stolpna ura je ura, namenjena javnosti, ki je veliko večja od sobne ali stenske ure in ima mehanizem zasnovan tako, da poganja vizualni kazalnik časa, kot je številčnica, ponekod pa upravlja še bitje zvonov.

## Opis
Stolpna ura je urni mehanizem, ki upravlja s ponavadi štirimi številčnicami na zvoniku cerkva, grajskem poslopju ali dvorcu, ločeno postavljenem stolpu ali drugi pomembnejši stavbi, kot je mestna hiša ali rotovž.

### Mehanizem in delovanje
Najbolj pogoste sedanje stolpne ure so v osnovi nihajne ure, z mehanizmom in delovanjem identične mnogo bolj poznani sobni stenski nihajni uri z utežmi, le s to razliko, da so pri stolpnih urah same uteži, nihalo ter urni mehanizem z zobniki veliko večjih dimenzij. Nekatere stolpne ure, poleg prikaza časa le-tega označujejo tudi z bitjem zvonov.

## Zgodovina

### Razvoj stolpnih ur
Natančnost ure na nihalo se je povečala z izumom sidrnega pomika Roberta Hooka, leta 1657, ki je hitro nadomestil prvotni pomik na robu. Prva stolpna ura z novim izhodom je bila ura Wadham College iz leta 1670, verjetno jo je izdelal urar Joseph Knibb, na kolidžu Wadham v Oxfordu v Veliki Britaniji. Sidrni pomik je zmanjšal širino nihanja nihala z 80 na 100° v robni uri, na 3-6° v uri s sidrnim pomikom. To je močno zmanjšalo porabo energije nihala in omogočilo uporabo daljših nihal. Medtem ko večje sobne ure na nihalo običajno uporabljajo sekundno nihalo, dolgo 1 meter, stolpne ure pogosto uporabljajo 1,5-sekundno nihalo, dolgo 2,25 m, ali dvosekundno nihalo, dolgo 4 m.
Stolpne ure so imele drugačne vire napak, ki ga pri drugih urah ni bilo: različen navor zobniškega prenosa, ki ga povzroča teža ogromnih zunanjih urnih kazalcev pri premiku (na številčnici), kar se je še poslabšalo zaradi občasnih dodatnih obremenitev na kazalcih (teža snega, ledu, učinek vetra). Spremembe v sili, ki jih je na nihalo prenašalo ubežno kolo, so povzročile tudi spremembe v  načinu delovanja nihala. V 19. stoletju so za stolpne ure izumili posebne izhode, da bi ublažili to težavo. Pri najpogostejši vrsti, imenovani gravitacijski pobegi, je namesto uporabe sile zobnika, da bi neposredno potisnil nihalo, ubežno kolo namesto tega dvignila obtežena ročica, ki se je nato sprostila in njena teža je med nihanjem navzdol potisnila nihalo. To je izoliralo nihalo pred variacijami pogonske sile. Eden najbolj razširjenih tipov je bil trikraki gravitacijski pobeg, ki ga je leta 1854 izumil Edmund Beckett (lord Grimsthorpe).

## Astronomske stolpne ure
Astronomske stolpne ure poleg prikaza časa in bitja zvonov z zelo zapletenim mehanizmom prikazujejo tudi npr. znake zodiaka, ki kažejo lego sonca na ekliptiki, lunine mene, druga astronomska znamenja in lahko opravljajo še druge funkcije.

## Novejše stolpne ure
Električno gnane stolpne ure in hibridne mehansko/električne ure so bile uvedene v poznem 19. stoletju. Nekatere stolpne ure sedaj navija elektromotor, ki skrbi za dvig uteži iz spodnje točke. Takšne stolpne ure še vedno uvrščamo med mehanske ure.

### Radijsko vodene stolpne ure
Sodobni sistemi radijsko vodenih stolpnih ur sprejemajo radijski signal (DCF) ali GSM, zato je ura vedno točna, poleg tega pa se čas samodejno spremeni ob menjavi med poletnim in zimskim časom. S stolpno uro povezani centralni pogon bitja zvonov je voden računalniško s posebnim programom ali preko mobilnega telefona z aplikacijo, ki omogoča tudi spremembe ter prilagoditve.